# Pfedelbach
Pfedelbach is een plaats in de Duitse deelstaat Baden-Württemberg, en maakt deel uit van het Hohenlohekreis.
Pfedelbach telt 9.178 inwoners.
In 1869 werd het bedrijf Scheuerle opgericht. Deze constructeur van materieel voor superzware transporten bevindt zich nog steeds in Pfedelbach.

## Plaatsen in de gemeente Pfedelbach
- Pfedelbach
- Harsberg
- Heuberg/Buchhorn/Gleichen
- Oberohrn
- Untersteinbach
- Windischenbach

Bretzfeld ·
Dörzbach ·
Forchtenberg ·
Ingelfingen ·
Krautheim ·
Künzelsau ·
Kupferzell ·
Mulfingen ·
Neuenstein ·
Niedernhall ·
Öhringen ·
Pfedelbach ·
Schöntal ·
Waldenburg ·
Weißbach ·
Zweiflingen